# Soulhunter
Soulhunter ist das vierte Studioalbum der deutschen Power-Metal-Band Voice. Es wurde am 20. Oktober 2003 über das Label AFM Records veröffentlicht und markierte das vorläufige Ende der Bandaktivitäten, bevor Voice 2017 mit The Storm zurückkehrte.

## Hintergrund und Stil
Nach dem Erfolg des Vorgängers Golden Signs (2001) nahm Voice Soulhunter erneut im Blue House Studio in Meerane auf. Produziert wurde das Album von Jens Bachmann, Andreas Allendörfer, Nils Wasko und der Band selbst. Die neun Songs bieten melodischen Power Metal mit Einflüssen von Bands wie Edguy, Helloween und Stratovarius. Charakteristisch sind eingängige Refrains, zweistimmige Gitarrenleads und kraftvoller Gesang von Oliver Glas. Die Texte behandeln Themen wie menschliche Emotionen, Träume und existenzielle Fragen.

## Titelliste
1. Soulhunter – 6:40
2. Devilish Temptation – 3:35
3. Valhalla – 5:11
4. Place of Deliverance – 4:20
5. Firedevil – 4:51
6. Fairground of Illusion – 6:00
7. Glorious Empire – 3:50
8. Where Have the Angels Disappeared – 5:30
9. Like a Heart – 4:44

## Rezeption
Soulhunter erhielt überwiegend positive Kritiken. Das italienische Magazin Metal.it lobte das Songwriting von Gitarrist Thommy Neuhierl und die kraftvolle Stimme von Oliver Glas, auch wenn das Album nicht als besonders originell galt. Das deutsche Webzine Vampster hob die hochwertige Produktion hervor, die von Mikko Karmila (u. a. Stratovarius, Nightwish) gemastert wurde, und empfahl das Album Fans von melodischem Power Metal. Die Website MetalMusicArchives bewertete das Album mit 4 von 5 Punkten.